# Leucophenga nigripalpis
Leucophenga nigripalpis är en tvåvingeart som beskrevs av Oswald Duda 1923. Leucophenga nigripalpis ingår i släktet Leucophenga och familjen daggflugor. Inga underarter finns listade i Catalogue of Life.